# Бегидян
Бегиджян (также Бегидян, устар. Бэгидьээн) — река в Жиганском районе Якутии, правый приток реки Лена. Длина реки — 195 км, площадь водосборного бассейна — 3910 км². Образуется слиянием рек Тарыннах (также Тарыннаах, Унга-Салаа, Сингнии) справа и Буор-Салыр-Тарына (также Буорсалыыр-Тарына Арангастаах, Арыычын) слева. Впадает, разветвляясь на несколько рукавов, в Лену напротив посёлка Жиганск, на расстоянии 740 км от её устья.

## Основные притоки
- Даркылах-Юрягэ — 49 км (лв.)[4]
- Озерковая — 78 км (пр.)[5][6]
- Улэгир (устар. Юлэгиир, длина 51 км.) — 153 км (пр)[7][8]
- Сейимчен (устар. Сайимчээн, длина 56 км.) — 153 км (пр)[8][9]

## Природа

#### Фауна и флора
В реке обитают типичные представители горных и долинных рек бассейна Лены: хариус, ленок, нельма, сиг, щука, язь, окунь. В летне-осеннюю межень наблюдается изоляция отдельных групп популяций рыбы. В горном сегменте течения реки обитает хариус, в предгорной части, где часты участки с быстрым течением, перемежающиеся с короткими, относительно медленными плесами характерен ленок. Ниже по реке появляются нельма и сиг, а также окунь. Ближе к устью, где течение падает настолько сильно, что галечниковые отмели сменяются песчаными обитают щука и, местами, язь.

## Данные водного реестра
По данным государственного водного реестра России относится к Ленскому бассейновому округу.